# Liviu Ionuț Mihai
Liviu Ionuț Mihai (sinh ngày 12 tháng 3 năm 1988) là một cầu thủ bóng đá người România thi đấu cho Chindia Târgoviște ở vị trí tiền vệ.